# Leucothoe axillaris
Leucothoe axillaris är en ljungväxtart som först beskrevs av Jean-Baptiste de Lamarck, och fick sitt nu gällande namn av David Don. Leucothoe axillaris ingår i släktet Leucothoe och familjen ljungväxter. Inga underarter finns listade i Catalogue of Life.

## Bildgalleri

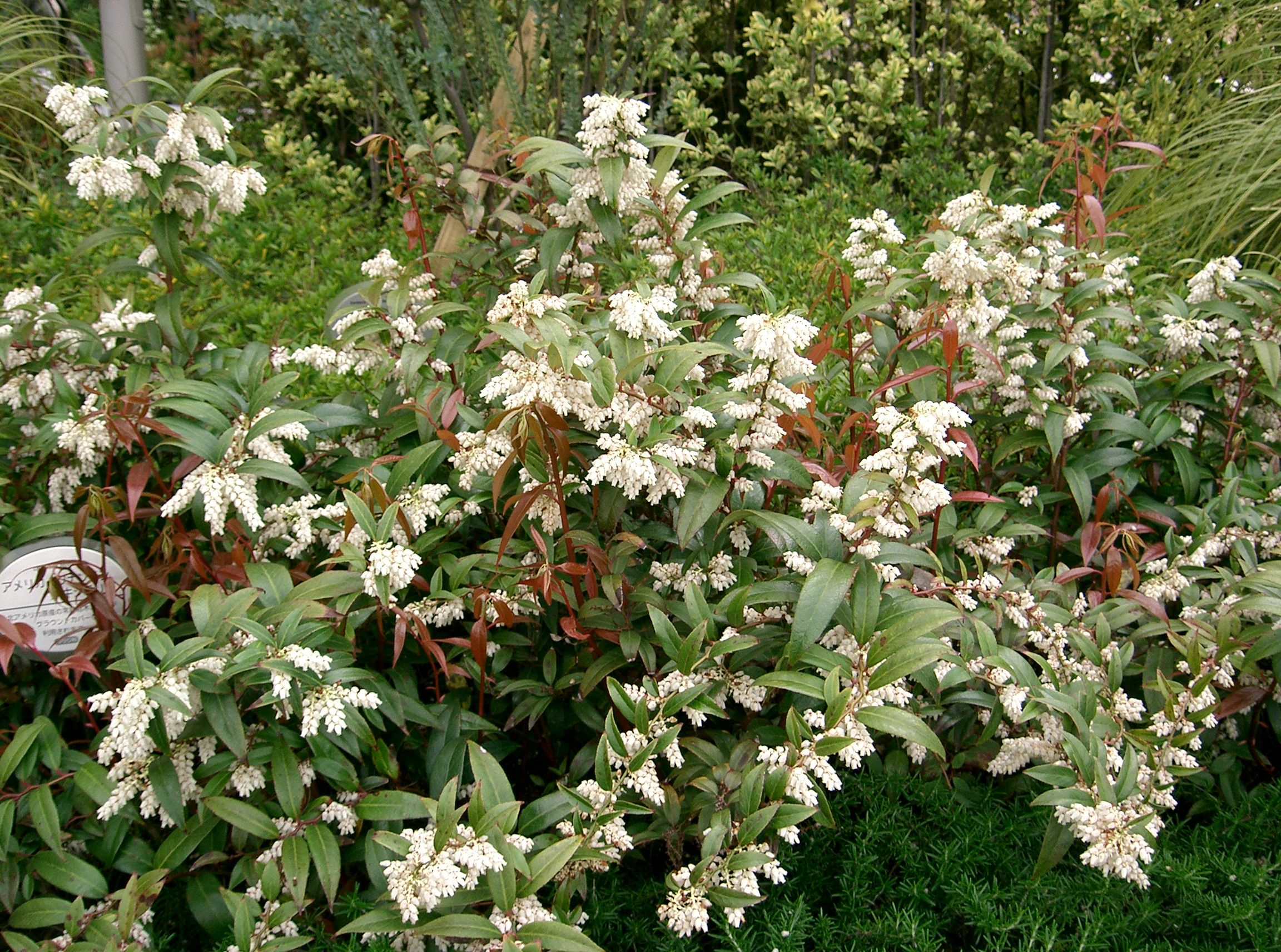
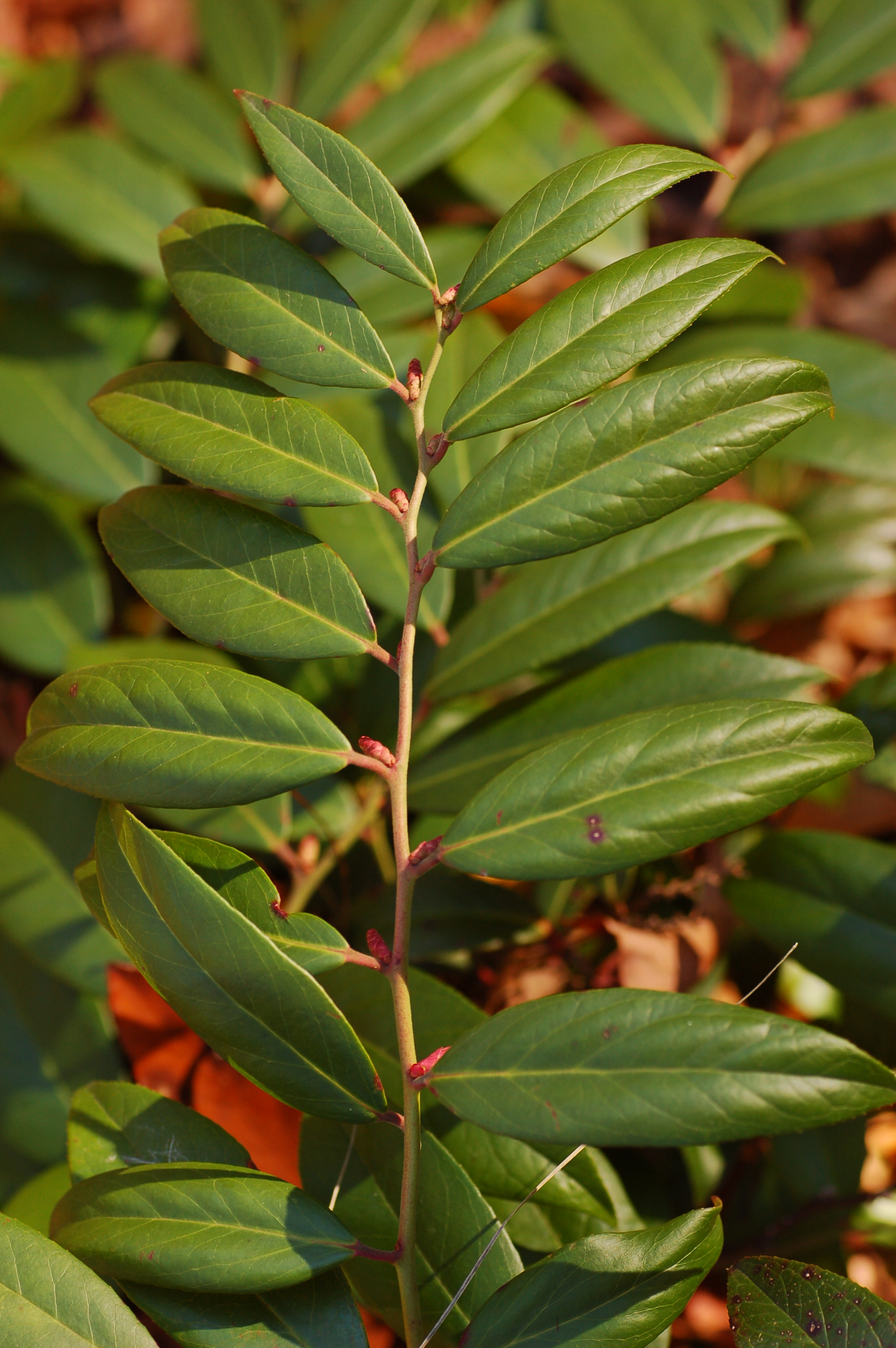
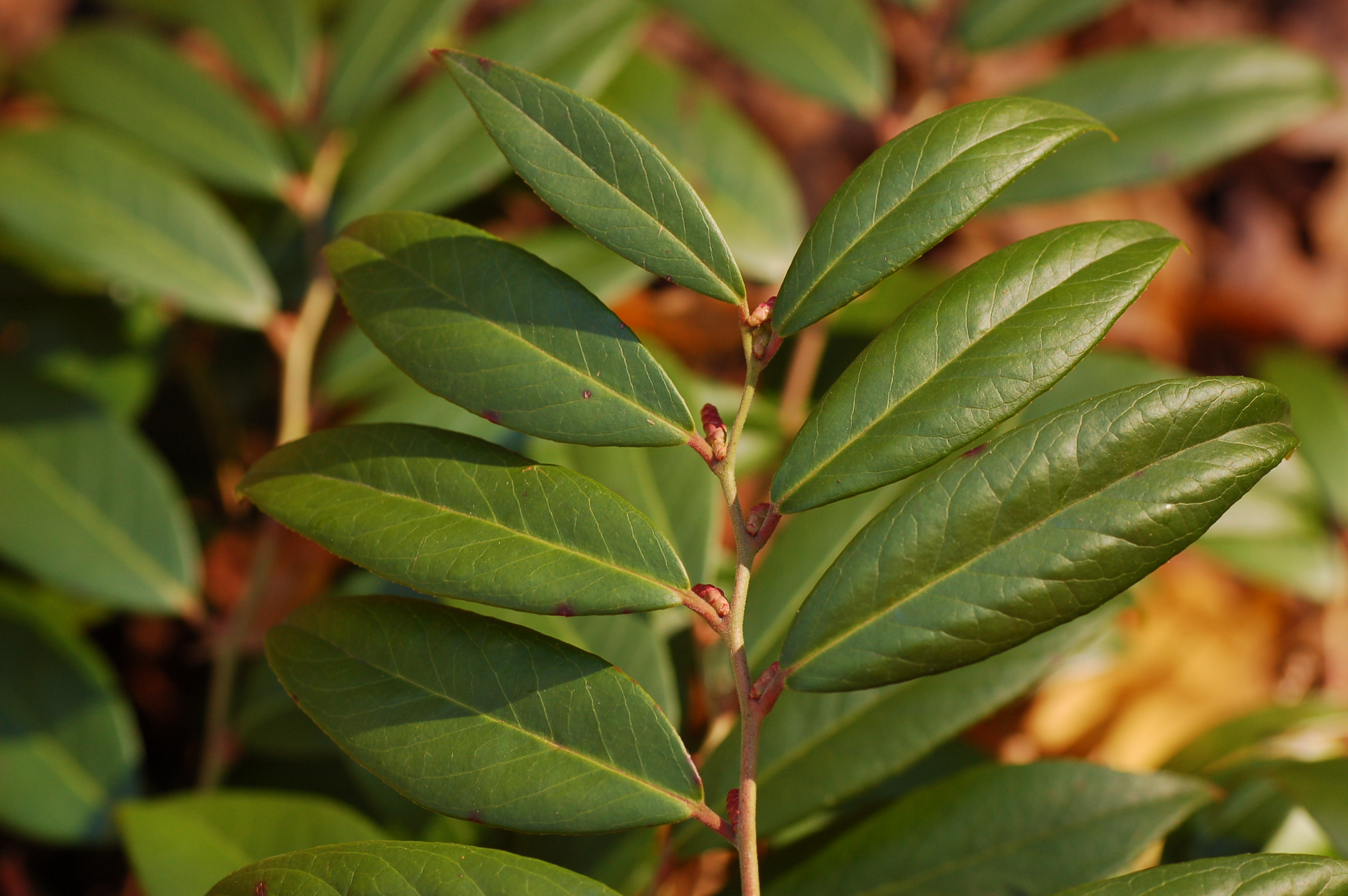
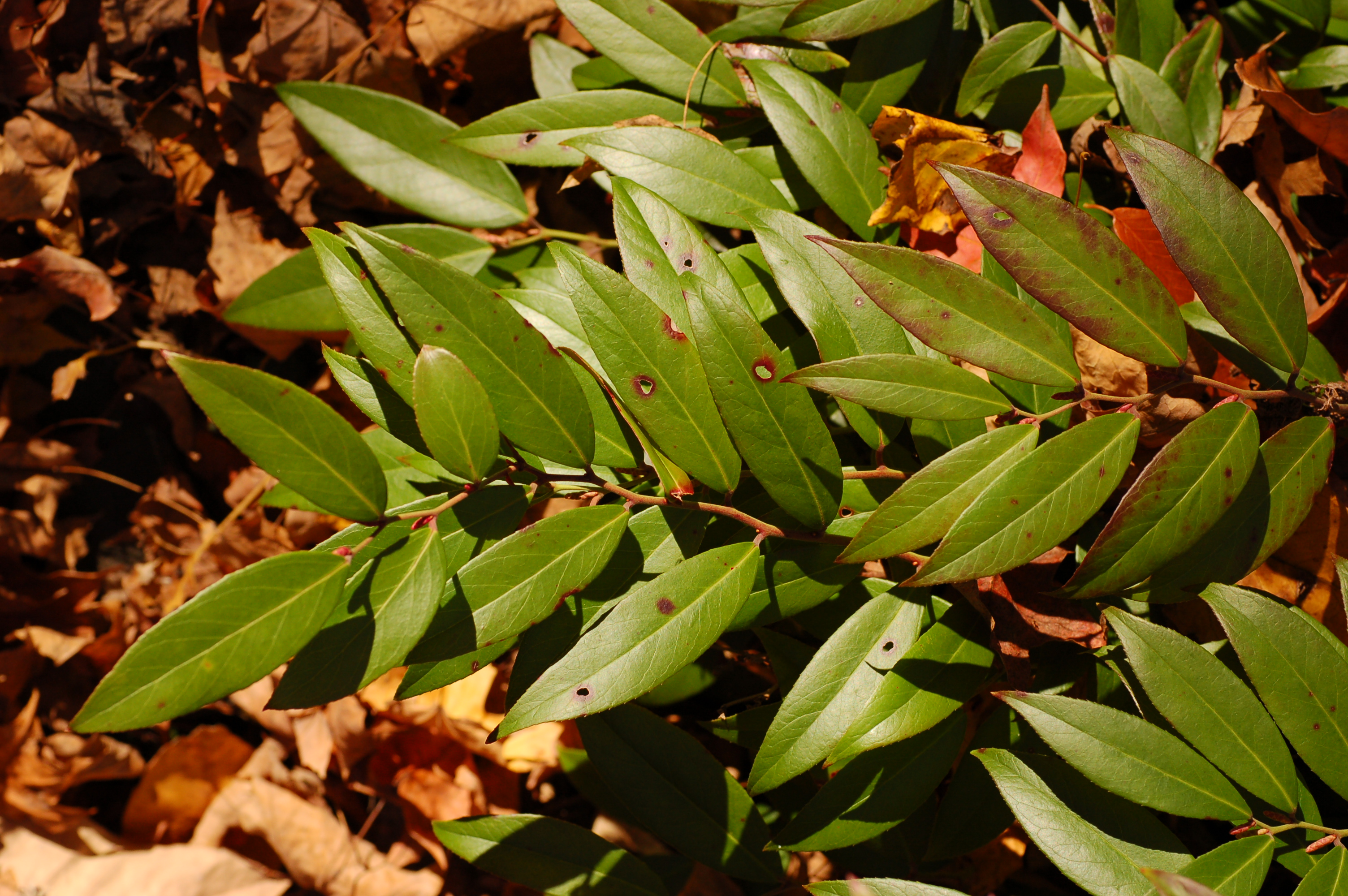
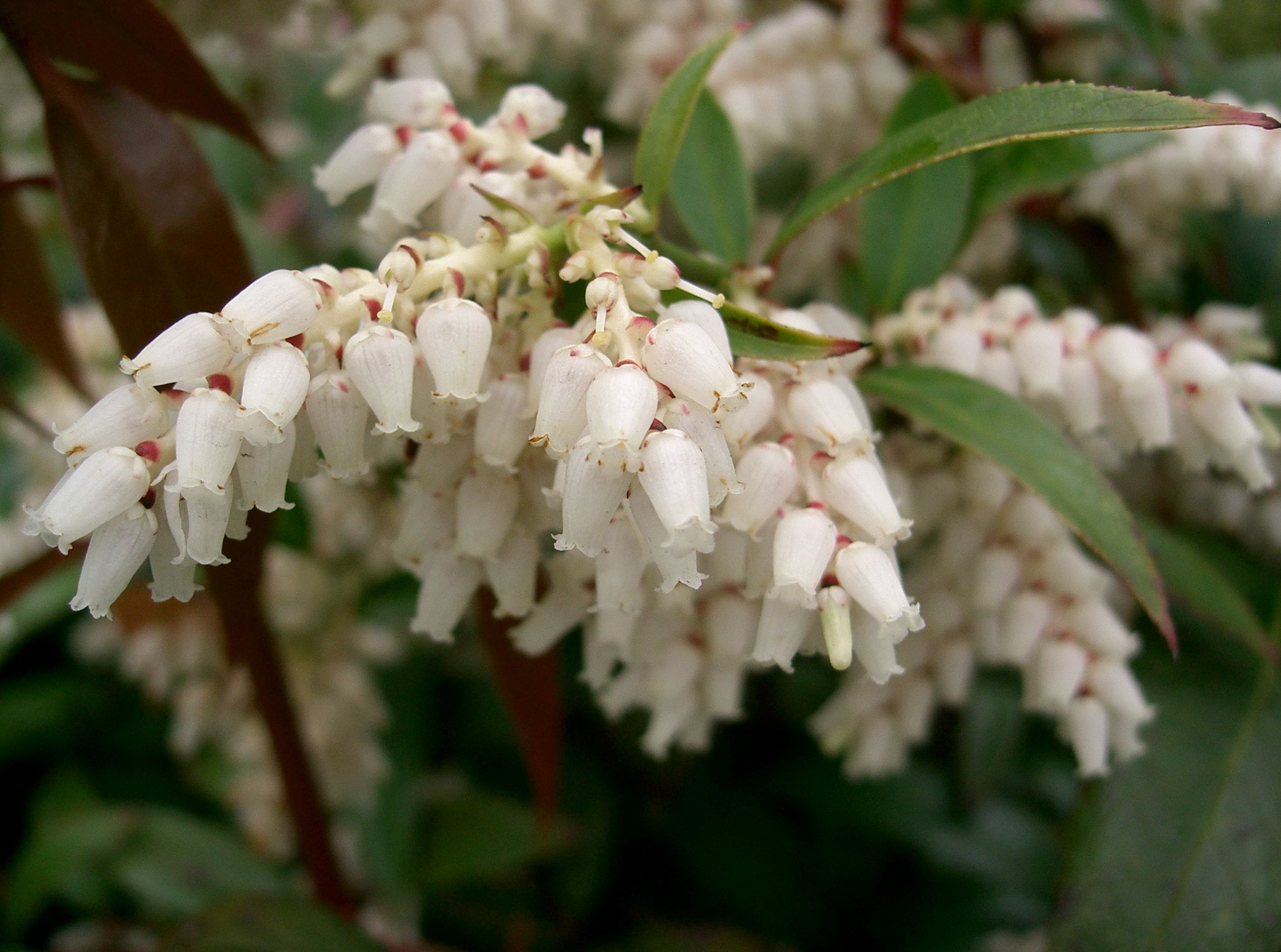
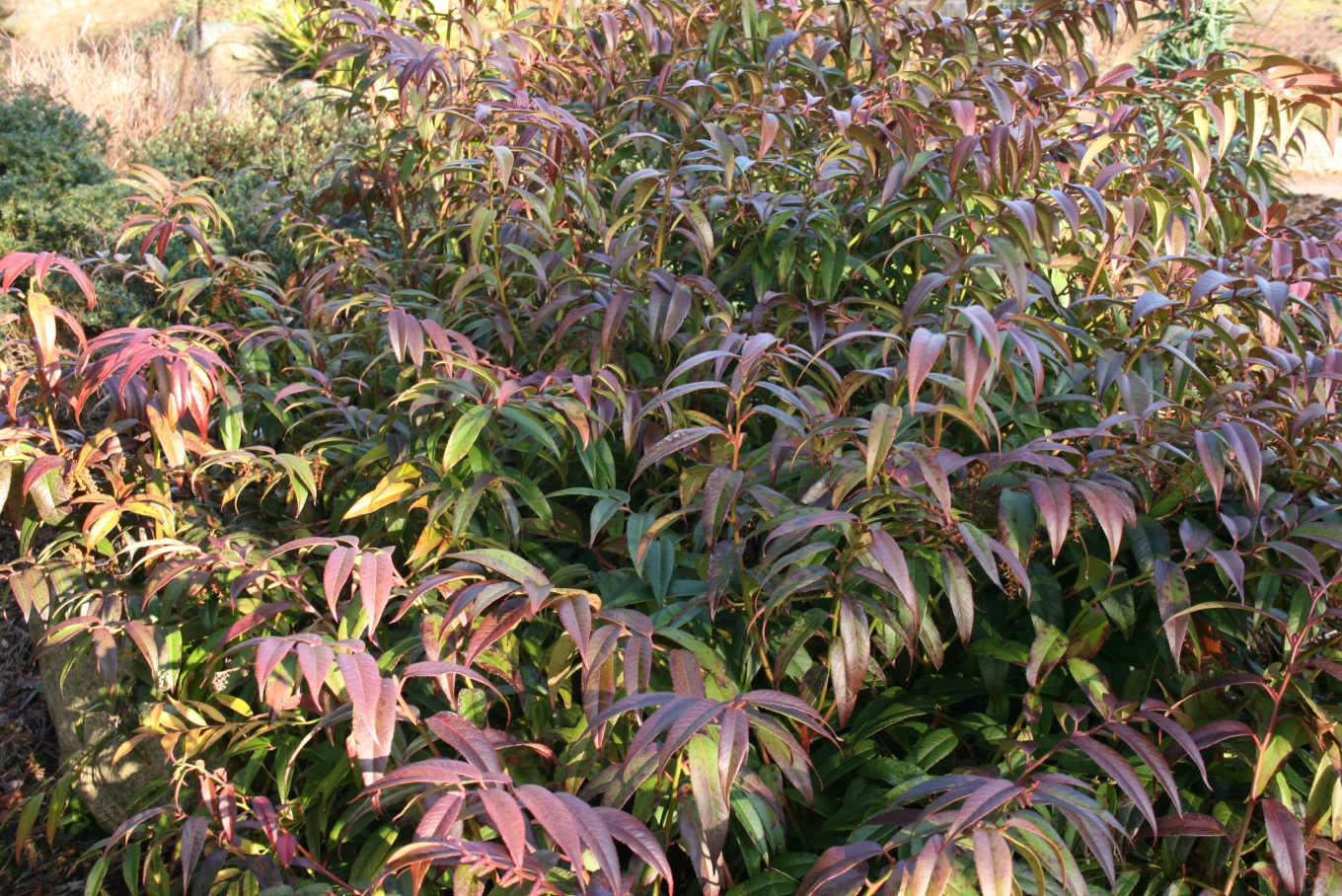